# Manon (Künstlerin)
Manon (* 26. Juni 1940 in Bern als Rosmarie Küng) ist eine Schweizer Künstlerin.

## Leben und Werk
Nach dem Besuch der Kunstgewerbeschule Zürich und der Schauspielakademie Zürich gestaltete Manon 1974 in der Galerie Li Tobler mit dem «Lachsfarbenen Boudoir» das erste von vielen Environments, in denen sie später alle modernen Medien, sich selbst sowie bis zu 60 Statisten in verschiedenen Rollen einsetzte. Sie wurde damit eine der ersten und vielleicht bekanntesten Performance-Künstlerinnen der Schweiz. Nach dem «Ende der Lola Montez» verabschiedete sie sich mit «The artist is present» in Form von 15 lebenden Doubles von dieser Kunstform. Erst 2013 fand mit «Persona» wieder eine Performance im Rahmen des BONE16 Festivals statt.
Von 1977 bis 1980 lebte Manon in Paris, seither mit Unterbrüchen (Amsterdam, Berlin, New York City, Genua) wieder in Zürich. In Paris wendete sie sich 1978 der inszenierten Fotografie zu. Es entstanden wichtige Fotoserien in Schwarzweiss wie «La dame au crâne rasé», «Elektrokardiogramm 303/304», «Ball der Einsamkeiten». Diese sind in Kunsthäusern und Galerien im In- und Ausland zu sehen und in den Sammlungen wichtiger Schweizer Museen vertreten. Es existiert kaum eine Anthologie über neuere Fotografie, in der diese Bilder nicht erwähnt würden. Es folgten Stipendien und Auslandateliers. In den 1980er Jahren unterbrach eine Produktionspause, von der Manon heute sagt, dass sie überlebenswichtig gewesen sei, ihre Arbeit für sieben Jahre. Erst 1990 gestaltete sie für das Kunstmuseum St. Gallen wieder eine Fotoserie, diesmal in Farbe, wendete sich danach aber bis 1998 der Installation zu, beispielsweise mit «La Stanza delle donne» für den Palazzo Ducale in Genua.
Ihre vorwiegenden Themen sind heute die Erotik und die Vergänglichkeit. Dies gilt sowohl für die Fotoserie «forever young», die speziell für die Übersichtsausstellung «Werkgruppen 1979–99» für Bianca Pilat Contemporary Art Chicago-Milano geschaffen wurde und aus insgesamt rund 50 Bildern besteht, wie auch für die Fotoserie «Einst war sie Miss Rimini», welche im Herbst 2003 erstmals gezeigt und im Sommer 2005 in Buchform publiziert wurde. 2008 erschien anlässlich einer Übersichtsausstellung im Zürcher Helmhaus mit Arbeiten von 1974 bis 2008 die Monographie «Manon – eine Person», das Buch erschien mit Blick auf die Ausstellung in New York auch in englischer Sprache.
2008 wurde Manon mit dem Prix Meret Oppenheim ausgezeichnet. 2013 wurde der Dokumentarfilm «Manon – Glamour und Rebellion» erstmals im Schweizer Fernsehen ausgestrahlt. Im gleichen Jahr wurde Manon auch der Grosse St. Galler Kulturpreis verliehen.
Im November 2019, anlässlich einer Ausstellung im Kunsthaus Zofingen – die danach auch im Centre Culturel Paris gezeigt wurde –, erschien eine weitere Monographie. Dieser Bildband enthält schwergewichtig die Arbeiten der vergangenen zehn Jahre, insbesondere die in leerstehenden Hotels in Baden produzierte Serie «Hotel Dolores» und neuere Installationen wie z. B. «Der Wachsaal». Im Dezember 2019 fand die erste Lesung für das Buch «Federn» statt, dieses wurde inzwischen auch auf Englisch übersetzt.